# Öresundet
Öresundet är en sjö i Nordmalings kommun i Ångermanland och ingår i Lögdeälven-Husåns kustområde. Sjön har en area på 0,427 kvadratkilometer och ligger 1,2 meter över havet.

## Delavrinningsområde
Öresundet ingår i det delavrinningsområde (704182-168317) som SMHI kallar för Utloppet av Öresundet. Medelhöjden är 4 meter över havet och ytan är 2,04 kvadratkilometer. Det finns inga avrinningsområden uppströms utan avrinningsområdet är högsta punkten. Avrinningsområdets utflöde mynnar i havet. Avrinningsområdet består mestadels av skog (76 procent). Avrinningsområdet har 0,43 kvadratkilometer vattenytor vilket ger det en sjöprocent på 21 procent.